# Ally Maki
Ally Maki (ur. 29 grudnia 1986 w Seattle) – amerykańska aktorka, która wystąpiła m.in. w serialach Rozbici i Cloak and Dagger.

## Filmografia

### Filmy
- 2008 iCarly: iGo to Japan jako Kyôko
- 2010 Step Up 3D jako Jenny
- 2010 Crazy/Sexy/Awkward jako Rosemary
- 2010 Drzewo genealogiczne jako Shauna
- 2011 Music High jako Ally
- 2012 Amelia's 25th jako Ally
- 2012 Shake It Up: Made In Japan jako Koiko

### Seriale
- 2009–2010 Zakochana złośnica jako Dawn
- 2010 Franklin & Bash jako Tania
- od 2016 Rozbici[1] jako Jess
- 2018 Cloak and Dagger jako Mina Hess[1]

#### Gościnnie
- 2002 On, ona i dzieciaki jako Sasha
- 2003 Ostry dyżur jako Missy
- 2005 Kości jako doktor Haru Tanaka
- 2008 Terminator: Kroniki Sary Connor jako uczennica
- 2009 Greek jako Hot Renaissance Fair Girl
- 2010 Teoria wielkiego podrywu jako Joyce Kim
- 2011 Workaholics jako Brenanda
- 2013 Dwie spłukane dziewczyny[1] jako June (sezon 3, odc. 7)
- 2016 Jess i chłopaki[1] jako Kumiko
- 2017 Drodzy biali![1] jako Ikumi